# Apogonia ferrugata
Apogonia ferrugata är en skalbaggsart som beskrevs av Moser 1917. Apogonia ferrugata ingår i släktet Apogonia och familjen Melolonthidae. Inga underarter finns listade i Catalogue of Life.